# 陳鈺芸
司徒鈺芸（英語：JuJu Chan Szeto，前名: 陳鈺芸，1989年2月2日—) ，香港女動作演員、跆拳道運動員，電影監製, ，精通雙節棍藝人、演員、運動達人。曾參與香港電台真人秀電視節目《窮富翁大作戰》，紐約大學電影電視學院碩士畢業，被各媒體稱為女版李小龍 , 2014年4月獲國際跆拳道聯盟亞洲賽銅牌。2009年參與全美華埠小姐，2011年在香港進軍樂壇成為創作歌手。電影作品包括：陳果執導的《九龍不敗》、泰迪羅賓執導的《喜怒哀樂》、美國動作片《凹彈頭》、《流浪狗》、《臥虎藏龍：青冥寶劍》等。有份主演的Netflix美劇《五行刺客》 2019年8月8日全球首播。2020年上映電影包括《柔道煞星》。 2019年10月1日，陳鈺芸與司徒永華結婚，在洛杉磯西南部的半島Palos Verdes舉行婚禮。

## 簡介
司徒鈺芸小時隨家人移民往美國。擁有紐約大學多媒體廣播系碩士。 
她曾於2009年參與香港電台真人實境秀節目《窮富翁大作戰》，後來成為香港社區組織協會的「啟蒙天使」，而她的其中一名服務對象，是曾任該會兒童專員的潘信誓。陳鈺芸每星期會到深水埗區為貧窮家庭兒童補習功課及教授彈鋼琴。
司徒鈺芸於2011年簽約加盟輝皇娛樂，成為歌手。2011年12日推出首張個人創作EP《I wanna hold your heart》, 2011年 奪得新城勁爆新登場海外女歌手獎及  uChannel我撐起樂壇頒獎禮2011 "我最喜愛女新人獎"。另外，她也是JuJuConceptsLtd和IconUnlimited老闆的。
司徒鈺芸於2013年代表香港出戰《第十八屆國際跆拳道聯盟世錦賽》。 並於「第八屆中國跆拳道公開錦標賽」個人奪一金一銅。
2013-14年，首次擔任監製，為著名荷李活電影製片人Roger Corman和司徒永華導演的動作片《Fist of the Dragon》(中文《猛龍追擊8小時》) 任 Associate Producer 和飾演 Meili, 女主角 [27][28]。
陳鈺芸於2014年參與多套電視節目和電影包括無線《別有動天》,《功夫傳奇3 – 決戰邊疆》(嘉賓主持), 《臥虎藏龍2》(主要演員之一)。

## 選美經歷
2009年，司徒鈺芸曾參加聯合國際選美（United Nations Pageant），並獲得以下獎項:
- 聯合國際大使小姐
- 聯合國際中國小姐
- 聯合國際友誼小姐
- 最上鏡小姐

同年，她亦曾參加全美華埠小姐選舉，並奪得TVB我最喜愛的佳麗冠軍（同年全美華埠小姐冠軍，是臺灣歌手袁詠琳）。
2010年，司徒鈺芸曾參選香港小姐，後來退選。

## 歌曲
- 2011年：
  - 那些年的我們 (作曲：JuJu Chan  作詞：天旋　編曲：黃安弘　監製：陳歷恒 )
  - 好勝 (作曲：JuJu Chan　作詞：陳歷恒  編曲：黃安弘  監製： 陳歷恒 )
  - 瞬間救地球（作曲 JuJu Chan、填詞：JuJu Chan、陳歷恆及Zoho）
  - 購物狂（與K-Chek作曲、填詞及合唱）
  - 不要輸給心痛（群星合唱，《愛心無國界311燭光晚會》官方主題曲粵語及國語版）
  - 無懼風雨（群星合唱，《愛心無國界311燭光晚會》官方主題曲日語版）

| 派台年份 | 歌曲         | 叱咤903 | 香港電台 | 新城知訊台 | 勁歌金曲 | 收錄于                      |
| 2011     | 好勝         | -       | -        | 9          | -        | 《I Wanna Hold Your Heart》 |
| 2011     | 瞬間救地球   | -       | -        | -          | -        | 《I Wanna Hold Your Heart》 |
| 2012     | 那些年的我們 | -       | -        | -          | -        | 《I Wanna Hold Your Heart》 |

## 唱片
- 2011年12月5日 《I Wanna Hold Your Heart》

## 所獲獎項

### 2011年
- 新城勁爆頒獎禮 - 新城勁爆新登場海外歌手
- uChannel我撐起樂壇頒獎禮 - 我最喜愛女新人獎

### 2013年
- 第八屆中國跆拳道公開錦標賽黑帶女子套路個人金牌 [21]
- 第八屆中國跆拳道公開錦標賽黑帶女子自由搏擊個人銅牌
- 美國加州動作電影節 Action On Film International Festival 2013，最佳武打女星獎 Breakout Action Star -Female - Short  [22]

### 2014年
- 國跆拳道亞洲賽黑帶女子二段套路個人銅牌 [23]
- WMC The One Legend 泰拳拳賽 46KG冠軍 [24]

## 電影/電視劇
2020年 在塞浦路斯拍攝的電影JIU JITSU (譯名《柔術》），主演：奧斯卡影帝尼古拉斯基治（ Nicolas Cage）、中國香港武打女星陳鈺芸(JuJu)、泰國武打巨星Tony Jaa、《戰狼2》的美國男星弗蘭克格里羅(Frank Grillo)及美國動作男星阿蘭·莫西（Alain Moussi）。
2019年, Netflix武打電視劇 WU ASSASSIANS《五行刺客》
導演: 馮德倫
主演: Iko Uwais, Katheryn Winnick，JuJu Chan等
2019年, 美國動作片 《Hollow Point》
導演: Daniel Zirilli
主演: Luke Goss, JuJu Chan，Michael Paré
2019年, 香港動作片 《九龍不敗》 
導演: 陳果
主演: 打星張晉, 拳王Anderson Silva，劉心悠、鄭嘉穎等
2018年, 美國科幻動作片 V-Force: New Dawn of V.I.C.T.O.R.Y.
主演: 美國影星Billy Zane, 美國影星Bruce Dern，美國影星Keith David、香港打女陳鈺芸、美國影星Don Wilson
2018年, 香港電影《喜怒哀樂》
導演: 泰迪羅賓
演員: 鄭嘉穎、鄧麗欣等
2017年, 美國動作片 《Savage Dog》 
主演: 英國打星Scott Adkins, 陳鈺芸 JuJu, 智利打星 Marko Zaror,  UFC 拳星 Cung Le, 美國影星 Keith David
2017年, 香港電影《空手道》
導演: 杜汶澤
演員: 杜汶澤、鄧麗欣, 陳鈺芸等
2016年，袁和平執導《卧虎藏龙：青冥宝剑》, 演湘西無影鏢。拍攝多套荷里活動作片抱括《Savage Dog》及《V-Force》。
2015年，《片場風雲之冤家姐妹》,導演 司徒永華  。
2014年，荷李活片 著名荷李活電影製片Roger Corman ,  司徒永華 導演 動作片《Fist of the Dragon》(中文《猛龍追擊8小時》), 飾演 Meili, 女主角, 及為該片擔任監製  。
2013年，荷李活片 著名荷李活電影製片Roger Corman 驚悚片《Palace of the Damned》(中文《鬼迷宮》, 前名《The Living Dead》), 飾演 Ping Wei, 女主角 。
2012年，澳洲片 動作喜劇片《Hit Girls》, 飾演 Pixie Ho, 女主角 。
2012年，動作片《詠春小龍》演李小龍師姐。
2010年，她首次參演外語動作片《Unconditional Love》及《On Storm's Edge》。
2009年，陳鈺芸主演《Found and Lost》，並在2009年香港48小时電影项獲得「我最喜愛電影」的殊榮。同年，她參演的《港女！》於「我拍·香港」電影節入選頭五強。
在2009年, 首度領銜主演愛情驚悚英語網上連續劇《Lumina》中，並在一個美國連續劇獎中獲提名最佳女主角。

## 著作
- 2010年：《美麗是活出來的》 ISBN 9789888021741
- 2014年：《點菜英文》 ISBN 9789888223534

## 外部連結
- 陳鈺芸在香港影庫上的簡介
- 陳鈺芸在互联网电影资料库（IMDb）上的資料（英文）
- 陳鈺芸網站
- 陳鈺芸的Facebook專頁
- 陳鈺芸的Instagram帳戶
- 陳鈺芸的X（前Twitter）
- 陳鈺芸的新浪微博
- 陳鈺芸Alive Not Dead專頁 （页面存档备份，存于）
- Lumina電影官方網站